# Lex Rhodia de iactu
ֶLex Rhodia de iactu (ustawa rodyjska o zrzucie morskim) — recypowana przez prawo rzymskie ustawa regulująca prawo morskie wyspy Rodos w aspekcie ryzyka przy przymusowym zrzucie morskim.
Odnosiła  się ona do sytuacji, gdy przewoźnik morski (conductor) zmuszony był (m.in. przez warunki atmosferyczne, takie jak sztorm) dokonać zrzutu, tj. wyrzucenia części przewożonych towarów za burtę. Tak powstała szkoda była rozkładana na wszystkich korzystających z usług przewoźnika (locatores), którzy przewozili towary na tym statku w czasie rejsu, proporcjonalnie do wartości złożonych przez nich towarów. Podziału dokonywał conductor, któremu przysługiwało actio conducti, powództwo przeciwko właścicielom niewyrzuconych towarów o udział w naprawieniu szkody, natomiast właścicielom wyrzuconych towarów przysługiwało actio locati o odszkodowanie.